# Aporophyla costata
Aporophyla costata là một loài bướm đêm trong họ Noctuidae.